# Aéroport de Petropavl
Ne pas confondre avec l'aéroport de Petropavlovsk-Kamtchatski-Iélizovo.
L’aéroport de Petropavl (russe : аэропорт Петропавловск) (code IATA : PPK • code OACI : UACP) est un aéroport desservant la ville de Petropavl, au Kazakhstan.

## Situation
| \| 100 km1:25 028 000 \| Turkestan Aktaou Aktioubé Almaty Astana Atyraw Balkhach Chimkent Jezkazgan Kökşetaw Kostanaï Kyzylorda Öskemen Ourdchar Oucharal Oural Pavlodar Petropavl Sary-Arka Semeï Taldykourgan Taraz |
| 100 km1:25 028 000 |

## Compagnies et destinations

### Passagers
| Compagnies | Destinations                  |
| ---------- | ----------------------------- |
| SCAT       | Almaty, Noursoultan, Chimkent |
| Asia Wings | Kökşetaw                      |

Édité le 04/03/2018